# Vertical
|  | Per a altres significats, vegeu «Vertical (Setmanari de Sabadell)». |

Vertical, en astronomia, geografia i ciències i contextos relacionats, es diu que una direcció o un pla que passa per un punt determinat és vertical si conté la direcció de la gravetat local en aquest punt. Per contra, es diu que una direcció o un pla és horitzontal si és perpendicular a la direcció vertical. En general, una cosa que és vertical es pot dibuixar de dalt a baix (o de baix a dalt), com ara l'eix y en el sistema de coordenades cartesianes.